# Hendrina Commelin
Pour les articles homonymes, voir Commelin.
Hendrina Hermina Scholten-Commelin (1er mars 1843 - 24 novembre 1917) est une travailleuse sociale et féministe néerlandaise.  

## Jeunesse
Hendrina Hermina Commelin naît le 1er mars 1843 à Amsterdam. Elle est la fille unique de Johannes Commelin (1807-1882), botaniste, et de Catharina Cornelia Ouwersloot (1819-1878) et une descendante du botaniste Caspar Commelin, fondateur du Jardin botanique d'Amsterdam.  
Elle épouse Casper Willem Reinhard Scholten (1839-1914) à Amsterdam le 15 mars 1866. Le couple a deux enfants: Caspar Wilhelm "Willie" Reinhard (1867-1893) et NN Scholten (-).

## Activisme
En 1888, Hendrina Scholten-Commelin, Hélène Mercier, Aletta Jacobs et Jeltje de Bosch Kemper appartiennent au comité des droits des travailleurs.  

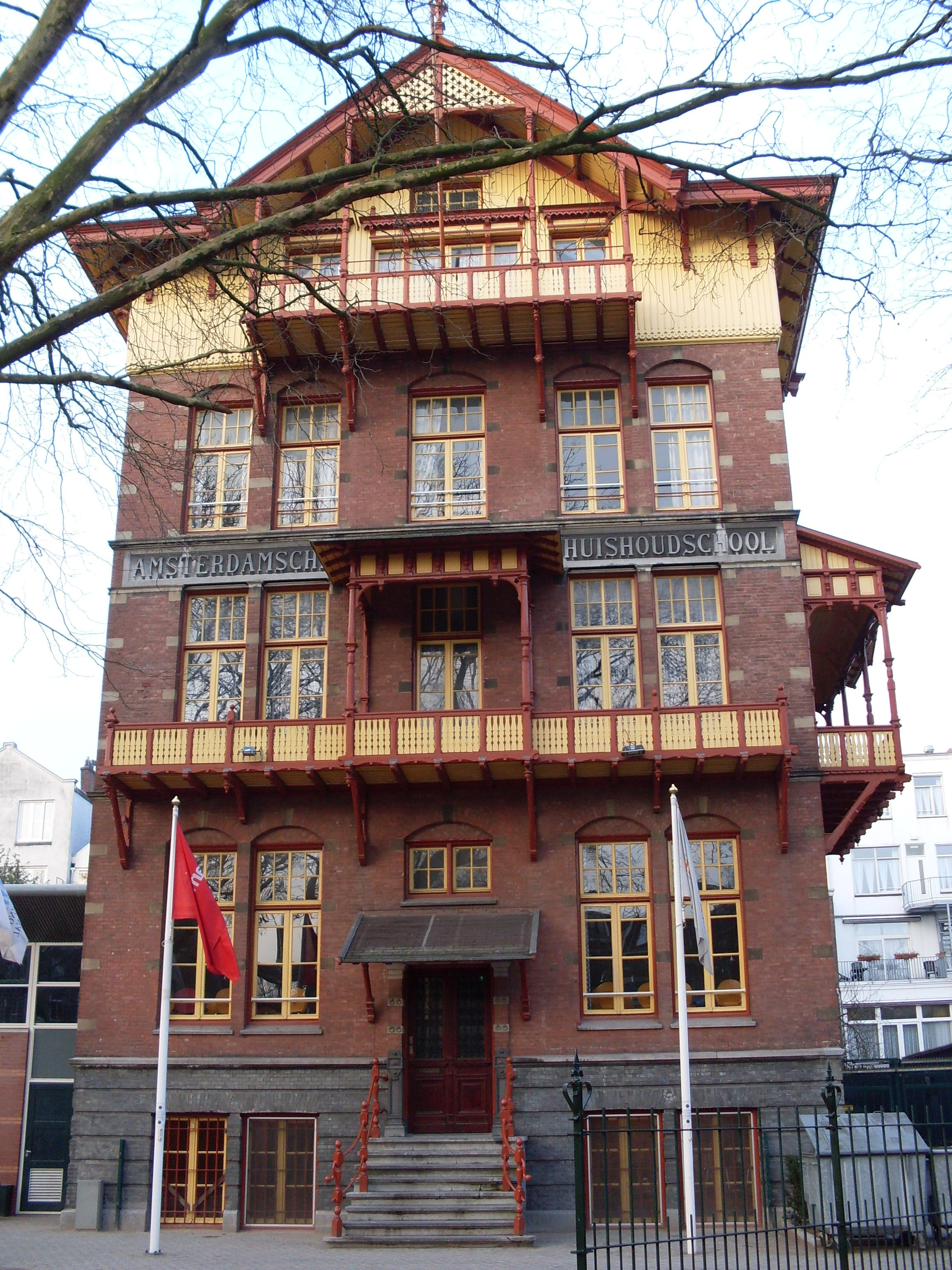
Amsterdamse Huishoudschool

Avec Jeltje de Bosch Kemper, Scholten-Commelin établit l'Amsterdamsche Huishoudschool en 1890. Initialement conçue comme une école de formation pour futures femmes au foyer, elle forme ensuite également celles qui cherchent une place dans le ménage ou dans l'enseignement domestique. L'école est d'abord basée dans un bâtiment sur le Prinsengracht, mais après quelques années, de Bosch Kemper s'installe dans la maison attenante à celle de Scholten-Commelin et fait bâtir, en 1894, par l'architecte CB Posthumus Meyjes (1858-1927), entre leurs deux maisons, une nouvelle école. L'école ferme en 1983 et le bâtiment est converti en auberge de jeunesse. 

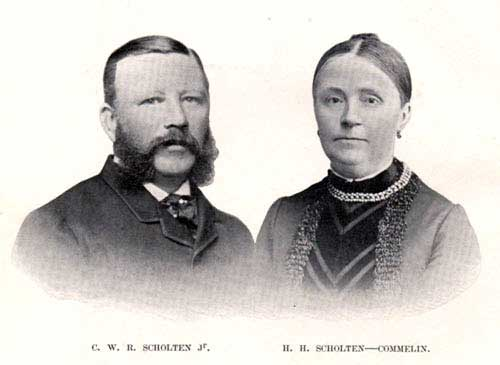
Casper Willem Reinhard Scholten et Hendrina Commelin

Après la mort de son fils Willie, elle fonde avec son mari le laboratoire phytopathologique d'Amsterdam à sa mémoire,. Ils établiront également ensemble l'association Huisverzorging, le Women's Reading Museum et les bains populaires.   
En 1894, elle crée la Société pour l'amélioration du statut social et juridique des femmes aux Pays-Bas, un groupe qui se bat pour les droits des femmes. 
Elle est membre du conseil d'administration de la Vereeniging Exposition nationale du travail des femmes en 1898. Le conseil d'administration de l'association était composé de trois membres de l'Union des femmes de Groningue (Cato Pekelharing-Doijer, Dientje Dull et Cateau Worp-Roland Holst), de Cécile Goekoop-de Jong et de Marie Jungius. 
Scholten-Commelin décède le 24 novembre 1917, à Amsterdam.  